# A1689-zD1
A1689-zD1 é uma das galáxias mais distantes já descoberta, localizada há mais de 12,8 bilhões de anos-luz e encontrada através dos telescópios espaciais Hubble e Spitzer, da Nasa.
Devido à sua distância, seu desvio para o vermelho é muito grande ~7.6, o que faz com que a débil luz da galáxia chegue à Terra como luz infravermelha. Ela só pode ser observada pelos telescópios espaciais devido ao fenômeno de lente gravitacional: o aglomerado de galáxias Abell 1689, que se situa entre a Terra e A1689-zD1, a uma distância de 2,2 bilhões de anos-luz de nós, age como uma "lente de aumento" para a galáxia mais distante que se situa na mesma linha de visada.

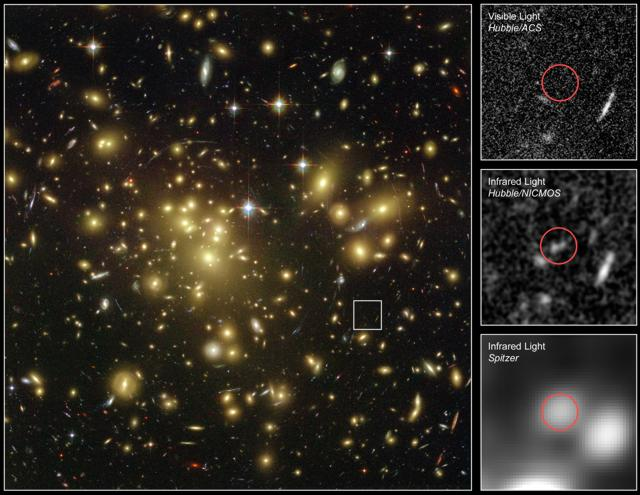
O pequeno quadrado no centro da imagem principal mostra a localização de A1689-zD1; as demais galáxias vistas na imagem pertencem ao aglomerado Abell 1689, que se situa bem mais próximo. As imagens menores à direita destacam o campo centrado em A1689-zD1, observado em diversos comprimentos de onda: visível (Hubble), infravermelho próximo (Hubble) e infravermelho médio (Spitzer). Note que a galáxia torna-se muito mais evidente na imagem do Spitzer. Esse fenômeno se deve ao grande desvio para o vermelho de sua luz, o que patenteia a grande distância em que a A1689-zD1 se encontra.